# أكوما (ستريت فايتر)
أكوما (باليابانية يعني "الشيطان")، هو شخصية خيالية في سلسلة ستريت فايتر وهي لعبة قتالية من صنع كابكوم. ظهر للمرة الأولى في سوبر ستريت فايتر 2 كشخصية سرية وزعيم مخفي. في قصة ستريت فايتر هو الأخ الأصغر لجوكن معلم كل من ريو وكين. يستخدم أساليب قتال مثل الكاراتيه وكيمبو. 

## التصميم
أكوما ذو شعر أحمر غامق وبشرة داكنة، وعيون حمراء متوهجة مع صلبة سوداء. يرتدي مسبحة حول عنقه.

## الظهور
- ستريت فايتر ألفا
- ستريت فايتر EX
- ستريت فايتر IV
- سوبر ستريت فايتر IV